# Medal Amicus Scientiae et Veritatis

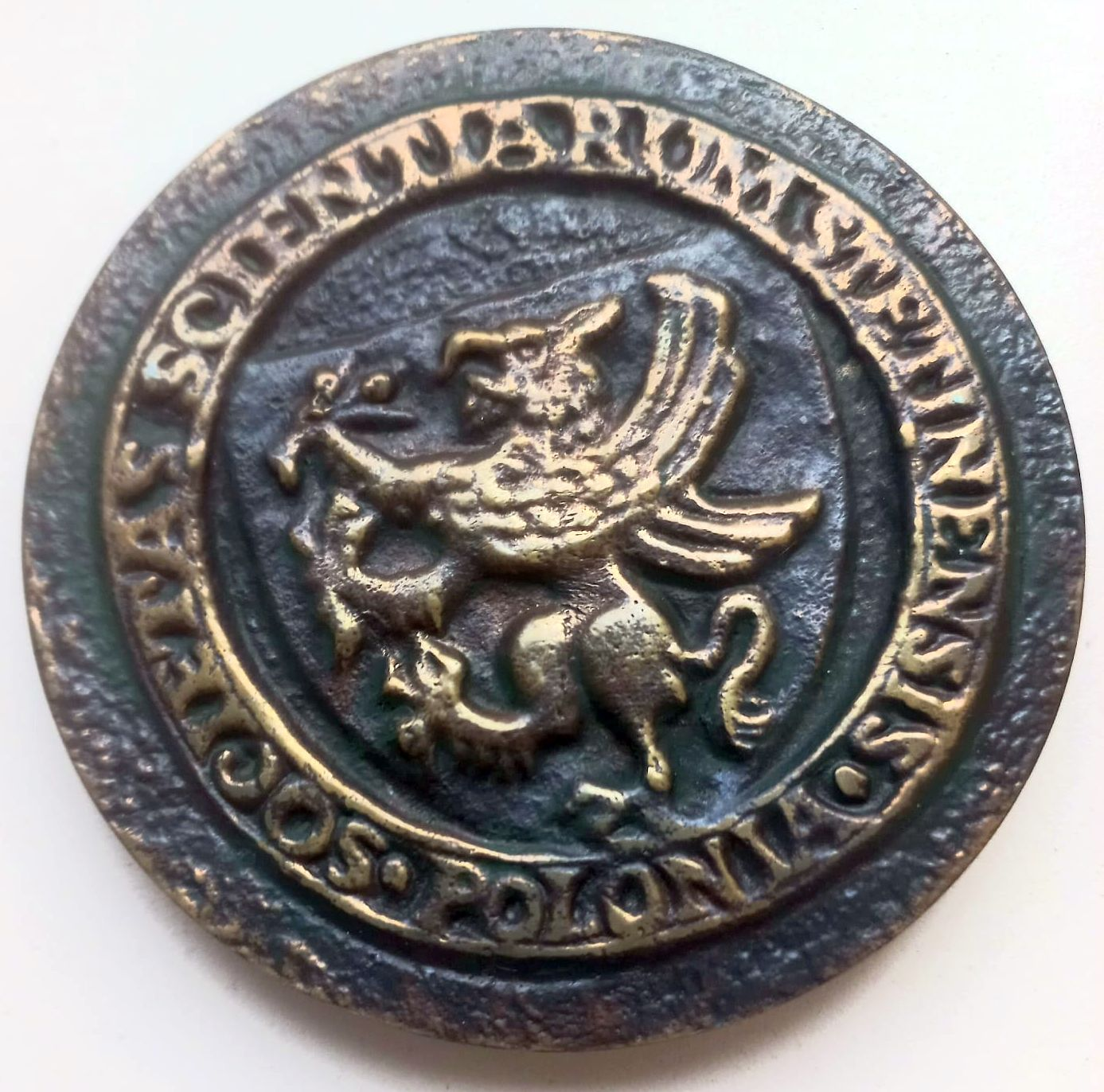
Medal Amicus Scientiae et Veritatis (awers)

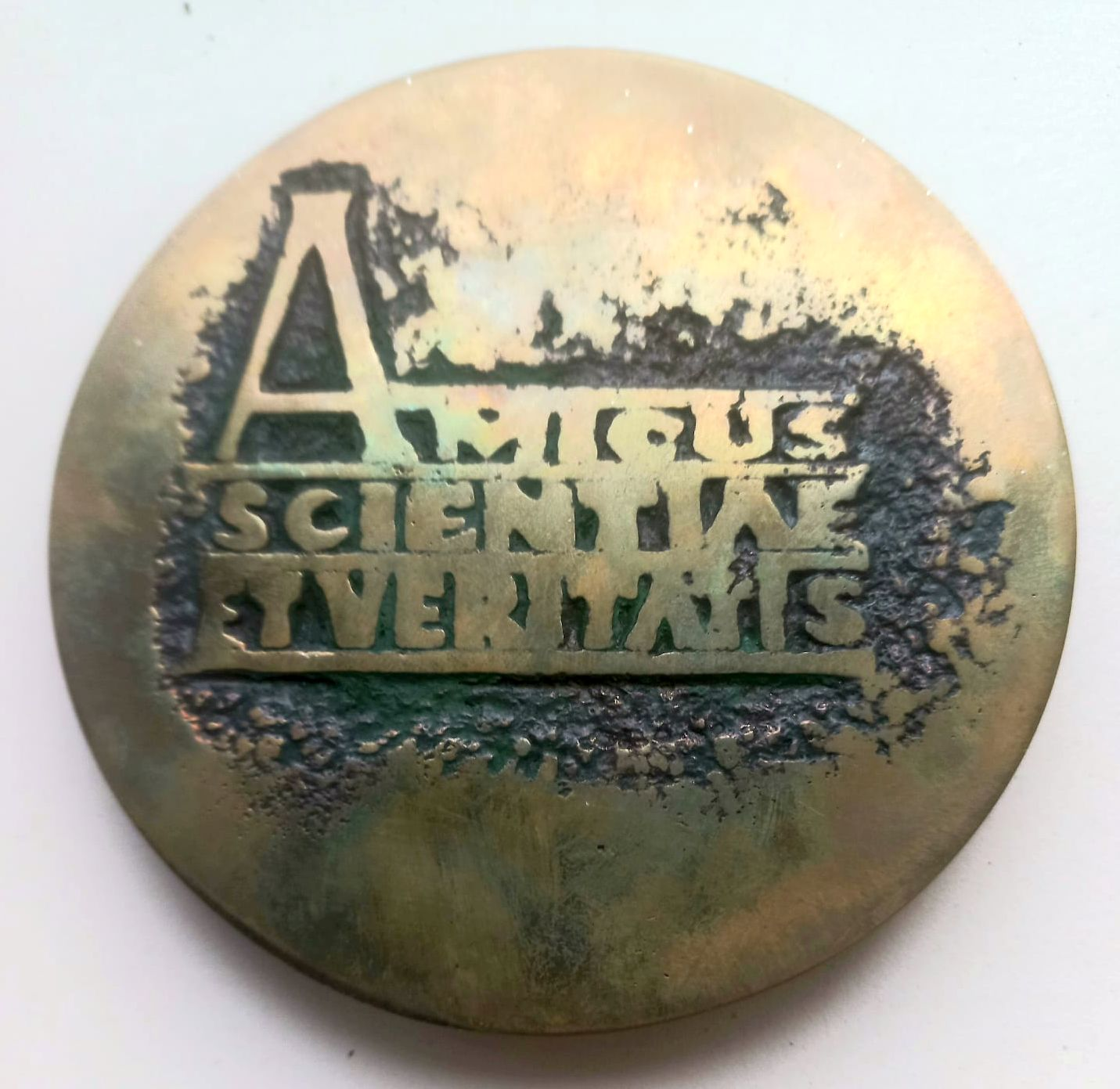
Medal Amicus Scientiae et Veritatis (rewers)

Medal Amicus Scientiae et Veritatis – medal przyznawany za osiągnięcia naukowe adeptom nauki
Medal przyznawany przez Szczecińskie Towarzystwo Naukowe (STN) od 1986, kiedy to z inicjatywą wyróżniania zdolnych młodych naukowców wystąpił prof. dr hab. Kazimierz Stojałowski. Nagradzane są osoby, które obroniły doktorat przed 35. rokiem życia i odznaczają się zaangażowaniem w twórczość naukową oraz posiadają wybitne osiągnięcia w swojej dziedzinie. Kandydata do nagrody (rzadziej są to dwie osoby) typują poszczególne komisje na pięciu wydziałach STN. Przy wyborze często konieczne są dodatkowe konsultacje na szczeblu rektorskim. Ostateczna decyzja o przyznaniu nagrody zapada w drodze głosowania na posiedzeniu towarzystwa. Przyznanie nagrody daje im przywilej wstąpienia do STN jako członkom nadzwyczajnym. Medale przyznawane są raz w roku w poszczególnych grupach odpowiadającym na wydziałom towarzystwa.

## Laureaci medalu[4][3]
Wydział I Nauk Społecznych
- Adam Wątor (1988) – za oryginalne badania w zakresie stosunków ustrojowo-politycznych II Rzeczpospolitej
- Dariusz Bernacki (1989) – za wyniki nad racjonalizacją gospodarowania w portach morskich
- Dariusz Zarzecki (1990)
- Jacek Jekiel (1991) – za całokształt badań nad polską myślą polityczną 1918-1944
- Krzysztof Wesołowski (1992) – za wybitne osiągnięcia badawcze nad prawem przewozowym
- Janusz Ruszkowski (1993)
- Zbigniew Kuniewicz (1994) – za osiągnięcia w dziedzinie prawa cywilnego
- Włodzimierz Durka (1995) – za wybitne osiągnięcia w dziedzinie socjologii morza
- Aleksander Panasiuk (1996) – za szczególne osiągnięcia w badaniach nad komunikacją
- Marta Skwara (1997) – w uznaniu osiągnięć na polu badań literaturoznawczych
- Ewa Hendryk (1998) – za wybitne osiągnięcia w zakresie historii literatury niemieckojęzycznej
- Beata Świecka (1999) – za badania nad wdrażaniem elektronicznej bankowości w instytucjach polskiego rynku finansowego
- Lidia Marek (2000) – za osiągnięcia w badaniach nad poczuciem odpowiedzialności młodzieży
- Agnieszka Chlebowska (2001) – za wybitne osiągnięcia w badaniach nad  społeczeństwem Pomorza Zachodniego w XIX wieku
- Łukasz Tomczak (2002) – za badania polskich partii socjaldemokratycznych latach 1990-1997
- Magdalena Mojsiewicz (2003) – za osiągnięcia naukowe w dziedzinie ubezpieczeń i asymetrii informacji
- Renata Podgórzańska  (2004) – za badania naukowe polskiej polityki zagranicznej po 1989 roku
- Agnieszka Gut (2006) – za   osiągnięcia w dziedzinie nauk pomocniczych historii, a zwłaszcza w zakresie średniowiecznej dyplomatyki i heraldyki zachodniopomorskiej
- Piotr Krupiński (2007) – za wyróżniające się prace w dziedzinie literaturoznawstwa ze szczególnym uwzględnieniem analizy literatury współczesnej
- Żaneta Kozicka-Borysowska (2008) – za osiągnięcia naukowe w zakresie językoznawstwa słowiańskiego, a szczególnie komunikacji językowo-kulturowej
- Tomasz Szutkowski (2010) – za badania w dziedzinie językoznawstwa, a szczególnie w zakresie onomastyki Pomorza Zachodniego
- Adrianna Seniów (2011) – za badania nad językiem artystycznym, a w szczególności nad twórczością Elizy Orzeszkowej
- Paweł Chrobak (2015)
- Agnieszka Szlachta (2016) – za  osiągnięcia w badaniach nad pragmatycznymi aspektami komunikowania się we współczesnych mediach regionalnych
- Aleksandra Klich (2017) – za wybitne osiągnięcia w dziedzinie prawa cywilnego procesowego, a szczególnie propagowania idei rzetelnego postępowania dowodowego

Wydział II Nauk Przyrodniczych i Rolniczych
- Piotr Masojć (1986) – za osiągnięcia w zakresie genetyki, a w szczególności za wykrycie mechanizmów dziedziczenia izoenzymów amylaz
- Sławomir Stankowski (1987) – za osiągnięcia w zakresie badań nad agrotechniką pszenżyta
- Zdzisław Prokowski (1988) – za wyniki badań nad zastosowaniem metod luminescencyjnych do oceny jakości wód w zbiornikach wodnych
- Janusz Błaszkowski (1989) – za wyniki badań nad występowaniem i wpływem grzybów z rodziny Eudogonacae na zdrowotność i produkcyjność roślin uprawnych
- Dorota Jankowiak (1990)
- Jacek Owsianny (1991)
- Krzysztof Nestorowicz (1992) – za wyniki badań nad oceną wartości pokarmowej pasz w żywieniu zwierząt gospodarczych
- Krzysztof Janus (1993)
- Marek Bury (1994) – za badania nad doskonaleniem agrotechniki rzepaku ozimego
- Marzena Misiura (1995) – za wybitne osiągnięcia w bakteriologii klinicznej i immunologicznej zwierząt domowych
- Cezary Podsiadło (1996) – za badania nad efektywnością nawadniania roślin uprawy polowej
- Danuta Szczerbińska (1997) – za pionierskie badania nad frakcjonowaniem wyciągów z nasion łubinów i ich zastosowaniem w żywieniu ptaków
- Dariusz Błażejczak (1998) – za badania fizyko-mechanicznych właściwości gleb na potrzeby doskonalenia ich uprawy
- Stefan Stojałowski (1999) – za badania nad przydatnością męskiej niepłodności cms-C w hodowli odmian żyta
- Małgorzata Ożgo (2000) – za osiągnięcia w badaniach nad gospodarką wodną elektrolitów w okresie neo- i postnatalnym u zwierząt gospodarskich
- Agnieszka Przybulewska (2001) – za osiągnięcia w dziedzinie badania wpływu systemów ochrony roślin na mikroflorę  gleby
- Danuta Majewska (2002) – za nowatorskie badania w dziedzinie adaptacji emu do warunków krajowych
- Artur Rybarczyk (2003) – za badania naukowe  nad wpływem genotypu zwierzęcia na jakość mięsa
- Piotr Żurawik (2004)
- Magdalena Achrem  (2005) – za wybitne osiągnięcia naukowe w zakresie cytogenetyki molekularnej roślin zbożowych, w tym analizę występowania specyficznych sekwencji nukleotydowych w chromosomach żyta
- Alicja Dratwa (2006) – za szczególne osiągnięcia w badaniach nad hormonalną regulacją czynności nerek zwierząt w okresie neonatalnym
- Elżbieta Dusza (2007) – za badania w zakresie ochrony gleb
- Arkadiusz Terman (2008) – za osiągnięcia naukowe w dziedzinie genetyki, a zwłaszcza za badania nad polimorfizmem genów zwierząt hodowlanych
- Katarzyna Michałek (2009) – za osiągnięcia naukowe w zakresie fizjologii neonatalnej zwierząt oraz za rzetelny i twórczy stosunek do nauki
- Beata Hukowska-Szematowicz (2010) – za osiągnięcia w badaniach immunologiczno-genetycznych nad wirusem RHD
- Agnieszka Herosimczyk (2011) – za znaczące osiągnięcia naukowe w zakresie proteomiki, a zwłaszcza aplikację technik proteomicznych do badania czynności organizmu
- Daniel Zaborski (2016) – za znaczący wkład naukowy w doskonalenie metod hodowli bydła mlecznego
- Anna Bienias (2017)

Wydział III Nauk Medycznych
- Mirosław Parafiniuk (1986) – za wyróżniające się prace z zakresu medycyny sądowej i paleopatologii
- Andrzej Potemkowski (1987) – za wyniki badań nad białkami ostrej fazy w chorobach mózgu i w urazach czaszkowo-mózgowych
- Wojciech Gorczyca (1988) – za praktyczne zastosowanie badań immunocytochemicznych w Rejonie Pomorza Zachodniego
- Anhelli Syrenicz (1989) – za badania nad kontrolowanym leczeniem tiamozolem nadczynności tarczycy
- Wiesław Wołejko (1990)
- Kazimierz Ciechanowski (1991) – za badania nad patogennym działaniem wolnych rodników
- Krystyna Widecka (1992) – za cykl prac nad hormonalną czynnością serca w fizjologii i patologii człowieka
- Jerzy Samochowiec (1994) – za badania nad neuroprzekaźnictwem w rozwoju zależności od etanolu
- Dariusz Larysz (1995) – za opracowanie zasad zapobiegania zmianom zwyrodnieniowym po urazach łąkotek stawu kolanowego
- Rafał Kurzawa (1996) – za badania nad modulacją makrofagów otrzewnowych
- Andrzej Ciechanowicz (1997) – za badania roli układu kalikreina – kininy w patogenezie chorób metabolicznych, oraz za badania molekularnych mechanizmów uszkodzeń nerek
- Marek Droździk (1998) – za badania nad farmakokinetyką w stanach patologicznych oraz terapią genową
- Bogusław Machaliński (1999) – za badania doświadczalne w dziedzinie hematoonkologii
- Krzysztof Safranow (2000) – za badania nad zaburzeniami gospodarki purynowej
- Krzysztof Woźniak (2001) – za badania nad rozwojowymi uszkodzeniami tkanki szkliwnej
- Elżbieta Petriczko (2002) – za badania nad wrodzoną niedoczynnością tarczycy u dzieci urodzonych na terenie Pomorza Zachodniego
- Grzegorz Kulig (2003) – za badania nad rolą cząsteczek  adhezyjnych   w orbitopatii tarczycowej
- Anita Chudecka-Głaz (2004)
- Małgorzata Tomasik (2006) – za badania etiologii ubytków niepróchnicowego pochodzenia w okolicy szyjki zęba
- Magdalena Baśkiewicz-Masiuk (2007) – za osiągnięcia naukowe w dziedzinie hematologii eksperymentalnej
- Karolina Kędzierska (2008) – za  osiągnięcia naukowe w dziedzinie, nefrologii i transplantologii
- Joanna Trubicka (2009) – za cykl badań dotyczących opracowania testów DNA służących do wykrywania wielonarządowej predyspozycji do nowotworów złośliwych
- Katarzyna Grymuła (2010) – za osiągnięcia naukowe w zakresie biologii medycznej
- Miłosz Parczewski (2011) – za znaczące osiągnięcia w badaniach zmienności molekularnej związanej z zakażeniem HIV-1
- Ewa Wunsch (2013)[5]
- Daria Adamiak (2014)
- Izabela Szucko-Kociuba (2015)
- Natalia Łanocha-Arendarczyk (2016) – za osiągnięcia naukowe w zakresie biologii medycznej, dotyczące w szczególności porównania stężeń wybranych pierwiastków śladowych w organizmach

Wydział IV Nauk Matematycznych i Technicznych
- Witold Paczkowski (1986) – za osiągnięcia w zakresie nieliniowej teorii optymalizacji struktur kratowych
- Bogdan Ambrożek (1987) – za opracowanie oryginalnej metody projektowania adsorberów w procesach ochrony atmosfery
- Zbigniew Emirsajłow (1988) – za osiągnięcia naukowe w teorii sterowania optymalnego
- Bogusław Pala (1989) – za osiągnięcia w zakresie współpracy budowli z podłożem gruntowym
- Sławomir Smoleń (1990)
- Jerzy Sawicki (1991) – za osiągnięcia naukowe i techniczne w dziedzinie analizy i przetwarzania sygnałów mowy nurka w atmosferze helowej
- Andrzej Pozlewicz (1992) – w uznaniu osiągnięć naukowych w dziedzinie mechaniki płynów
- Robert Budzyński (1995) – za wybitne osiągnięcia w pracy nad konwekcją mieszaną
- Beata Michalkiewicz (1998) – za prace z zakresu katalizy heterogenicznej
- Grzegorz Hołowiński (1999) – za osiągnięcia w zakresie informatyki, a w szczególności projektowania układów logicznych
- Małgorzata Dzięcioł (2000) – za badania związków emitowanych z tworzyw sztucznych
- Marta Major (2001) – za badania wymiany ciepła w aparatach z mieszadłami
- Witold Torbacki (2002)
- Anna Błońska-Tabero (2003) – za badania naukowe w dziedzinie fizykochemii ciała stałego
- Klaudia  Wąsowicz (2004)
- Magdalena Cudak (2005) – za osiągnięcia w badaniach wymiany ciepła i pędu w mieszalniku z niecentrycznie zabudowanym mieszadłem
- Anna Tomaszewska (2006) – za badania nad rozwojem inteligentnych układów cyfrowych
- Jacek Piskorowski (2007) – za osiągnięcia w badaniach nad syntezą wybranych filtrów o zmiennych parametrach i analizą ich właściwości
- Rafał Rakoczy (2008) – za osiągnięcia w badaniach oddziaływań cieplnych pola elektromagnetycznego na płyny
- Aleksandra Borsukiewicz-Gozdur (2009) – za osiągnięcia w badaniach nad efektywnością pracy elektrowni geotermalnej z czynnikiem organicznym
- Rafał Pelka (2010)[6] – za osiągnięcia w badaniach na kinetyką procesu otrzymywania nanokrystalicznych tlenków i azotków żelaza
- Mariusz Leus (2011) – za osiągnięcia w badaniach nad wpływem drgań kontaktowych stycznych wzdłużnych na siłę tarcia
- Monika Kowalewska (2012)[7] – za badania nad syntezą nowych pochodnych 2‑alkiloaminobenzofuranu i kwasu 5‑amino ‑2‑benzofuranowego
- Paula Ossowicz (2016) – za osiągnięcia w badaniach nad syntezą nowych cieczy jonowych na bazie produktów naturalnych
- Maciej Konopacki (2017)

Wydział V Nauk Morskich
- Tomasz Heese (1986) – za osiągnięcia w dziedzinie ichtiologii
- Witold Potoczek (1986) – za wyróżniające się prace z zakresu nawigacji
- Krzysztof Formicki (1987) – za wyniki badań nad wpływem pola magnetycznego na rozwój zarodkowy ryb łososiowych
- Wojciech Piasecki (1988) – za wybitne osiągnięcia w dziedzinie ichtioparazytologii
- Elżbieta Skórska (1989) – za osiągnięcia w dziedzinie badań nad chemiluminescencją produktów spożywczych
- Zbigniew Pietrzykowski (1992) –za prace naukowo-badawcze w zakresie inżynierii ruchu morskiego, dotyczące bezpieczeństwa żeglugi na akwenach ograniczonych
- Włodzimierz Kamiński (1994) – za badania procesów starzenia oleju smarowego
- Bohdan Bieg (1996) – za prace nad właściwościami elektronowymi powierzchni i warstwy powierzchniowej Cd1-XMnxTe:Ga
- Tomasz Perkowski (1997) – za badania nad wpływem pola magnetycznego na oddychanie zarodków ryb
- Jarosław Guziewicz (1998)
- Lucjan Gucma (1999) – za prace naukowe z zakresu bezpieczeństwa nawigacji morskiej, zwłaszcza manewru statkiem
- Agata Korzelecka (2000) – za całokształt dotychczasowego dorobku naukowego w zakresie embriofizjologii ryb
- Paweł Zalewski (2001) – za badania wymiany ciepła w aparatach z mieszadłami
- Edyta Pawlak (2002) – za  prace naukowe w zakresie ekonomii gospodarki rybnej
- Dagmara Mędrala (2003) – za badania naukowe w dziedzinie mikrobiologii żywności pochodzenia  morskiego
- Michał Bonisławski (2016) – za osiągnięcia w badaniach nad zasilaniem i sterowaniem maszyny z magnesami do napędu pojazdów samochodowych